# Euptelea pleiosperma
Euptelea pleiosperma, jedna od dvije biljne vrste iz roda Euptelea koji čini samostalnu porodicu Eupteleaceae, i dio je reda žabnjakolike. Vrsta je raširena od Assama do Kine (Hubei, Hebei, Shanxi, Henan, Shaanxi, Gansu, Zhejiang, Hubei, Sichuan, Guizhou, Yunnan), po Tibetu, Butanu i indijskoj državi Arunachal Pradesh.
E. pleiosperma je listopadno drvo koje naraste do 9 metara visine; hermafrodit s muškim i ženskim organima. Listovi su jestivi, u kriznim vremenima za vrijeme gladi lokalni stanovnici su ga kuhali.

## Sinonimi
- Euptelea davidiana Baill.
- Euptelea delavayi Tiegh.
- Euptelea franchetii Tiegh.
- Euptelea pleiosperma f. franchetii (Tiegh.) P.C.Kuo

- E. pleiosperma
- E. pleiosperma